# Рика (почерк)

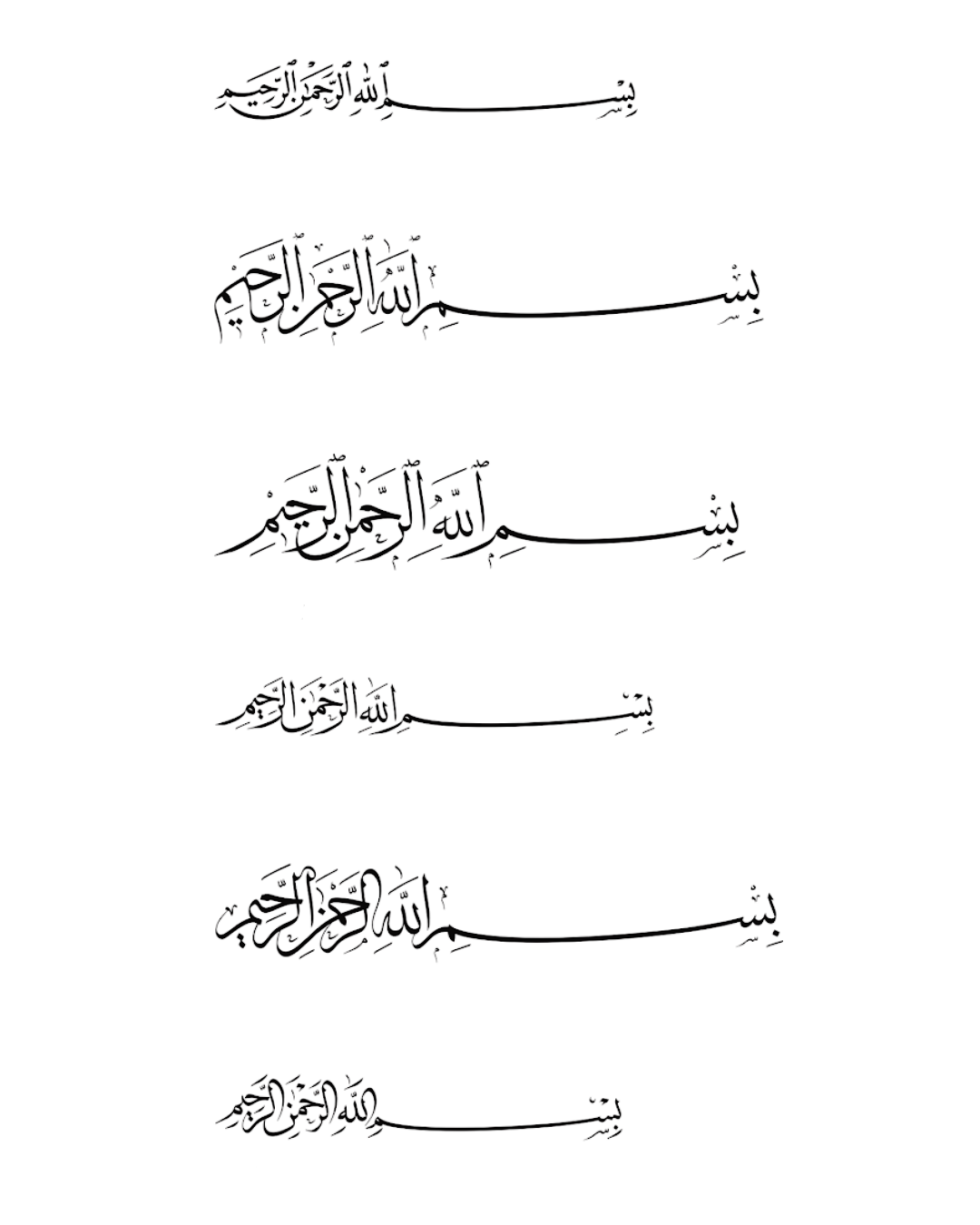
Басмала шестью традиционными арабскими почерками (сверху вниз): насх, сулюс, мухаккак, райхан, тауки и рика.

Рика́’ (араб. رقاع‎ мн. ч. от رُقعة‎ — «небольшой лист») — один из шести традиционных арабских почерков (аль-аклам ас-ситта). Рика также являлся одним из персидских почерков, который использовался для деловых бумаг. Не следует путать с почерком рук’а, появившимся в XVIII веке (хотя для рика иногда используют то же название — рук’а).
Согласно Ибн ан-Надиму, почерк рика создан на базе почерка сулюс для написания монарших грамот и рескриптов (тауки’ат). За исключением меньшего размера букв и более тонкого начертания, рика мало отличается от почерка тауки’. Рика характеризуется линиями, которые часто поднимаются к левому краю.
Изначально предназначавшийся для написания личной корреспонденции, рика затем стал использоваться для записи османских дипломов — иджаза. Когда ученику каллиграфа удавалось повторить почерк учителя, он выписывал ему иджазу с использованием почерка рика. Из-за этого иногда почерк рика называют иджаза. Для османского варианта рика характерны широкие засечки над буквами (тарвис), которые часто «обматывают» линию алифа (ا‎).